# Trapez (film)
Trapez (ang. Trapeze) – amerykański dramat filmowy z 1956 roku w reżyserii Carola Reeda, zrealizowany na podstawie powieści Maxa Catto. Film ten był debiutem Giny Lollobrigidy na amerykańskim rynku. Zdjęcia kręcono w Paryżu, m.in. w Cirque d'hiver.

## Opis fabuły
Kaleki akrobata powietrzny Mike Ribble (Burt Lancaster) widzi duże szanse w młodym  Tino Orsini (Tony Curtis). Ribble - jeden z sześciu akrobatów, którzy ukończyli niebezpieczne potrójne salto - uważa, że pod jego rygorystycznym okiem Tino jest w stanie powtórzyć ten wyczyn. Jednak uwagę młodzieńca przyciąga Lola (Gina Lollobrigida), występująca w tej samej grupie cyrkowej.

## Obsada
- Burt Lancaster jako Mike Ribble
- Tony Curtis jako Tino Orsini
- Gina Lollobrigida jako Lola
- Katy Jurado jako Rosa
- Thomas Gomez jako Bouglione
- Johnny Puleo jako Max
- Minor Watson jako John Ringling North
- Gérard Landry jako Chikki
- Jean-Pierre Kérien jako Otto
- Sid James jako Snake Charmer

## Nagrody i nominacje
6. MFF w Berlinie
- Srebrny Niedźwiedź dla najlepszego aktora – Burt Lancaster
- Nagroda Publiczności – Carol Reed
- Złoty Niedźwiedź – Carol Reed (nominacja)

Amerykańska Gildia Reżyserów Filmowych
- Najlepsze osiągnięcie reżyserskie w filmie fabularnym – Carol Reed (nominacja)